# Айн Дефла (област)
Айн Дефла (на арабски: ولاية عين الدفلى) е област на Алжир. Населението ѝ е 766 013 жители (по данни от април 2008 г.), а площта 4897 кв. км. Намира се в часова зона UTC+01. Телефонният ѝ код е +213 (0) 43. Административен център е Айн Дефла.